# Kopenska vojska Srbije
Kopenska vojska Srbije (srbsko Копнена војска Србије) je kopenska komponenta Vojske Srbije. Trenutni načelnik Generalštaba Kopenske vojske Srbije je generalpodpolkovnik Milosav Simović.

## Organizacija
Trenutna
- Poveljstvo kopenske vojske - Niš
  - 3. bataljon vojaške policije - Niš
  - 5. bataljon vojaške policije - Beograd
  -  246. RKBO bataljon - Kruševac
  -  21. komunikacijski bataljon - Niš

1. brigada kopenske vojske - Novi Sad
- - 10. poveljniški bataljon
  - 14. protiletalski artilerijski bataljon
  - 18. inženirski bataljon
  - 11. pehotni bataljon
  - 15. tankovski bataljon
  - 19. logistični bataljon
  - 12. samovozni artilerijski bataljon
  - 16. mehanizirani bataljon
  - 110. pontonski bataljon
  - 13. samovozni raketni artilerijski divizion
  - 17. mehanizirani bataljon
  - 111. pontonski bataljon

2. brigada kopenske vojske - Kraljevo
- - 20. poveljniški bataljon
  - 24. samovozni raketni bataljon
  - 28. mehanizirani bataljon
  - 21. pehotni bataljon
  - 22. pehotni bataljon
  - 26. protiletalski artilerijski bataljon
  - 29. logistični bataljon
  - 26. tankovski bataljon
  - 210. inženirski bataljon
  - 23. samovozni artilerijski divizion
  - 27. mehanizirani bataljon

3. brigada kopenske vojske - Niš
- - 30. poveljniški bataljon
  - 34. večcevni raketni divizion
  - 38. mehanizirani bataljon
  - 31. pehotni bataljon
  - 32. pehotni bataljon
  - 35. protiletalski artilerijski bataljon
  - 39. logistični bataljon
  - 36. tankovski bataljon
  - 310. inženirski bataljon
  - 33. samovozni havbični artilerijski divizion
  - 37. mehanizirani bataljon

4. brigada kopenske vojske - Vranje
- - 40. poveljniški bataljon
  - 44. samovozni raketni bataljon
  - 48. mehanizirani bataljon
  - 41. pehotni bataljon
  - 42. pehotni bataljon
  - 45. protiletalski artilerijski raketni bataljon
  - 49. logistični bataljon
  - 46. tankovski bataljon
  - 410. inženirski bataljon
  - 43. samovozni havbični artilerijski bataljon
  - 47. mehanizirani bataljon

Mešana artilerijska brigada - Niš
- - Poveljniški bataljon
  - Mešani artilerijski raketni bataljon
  - 1. havbnično-topniški artilerijski bataljon
  - 2. havbnično-topniški artilerijski bataljon
  - 3. havbnično-topniški artilerijski bataljon
  - Logistični bataljon

Rečna flotilja - Novi Sad
- - Poveljniška četa
  - Logistična četa
  - 1. rečni vod
  - 2. rečni vod
  - 1. pontonski bataljon
  - 2. pontonski bataljon
  - 93. rečni center

Specialna brigada - Pančevo
- - Poveljniški bataljon
  -  Protiteroristični bataljon »Sokoli« (Pančevo)
  -  63. padalski bataljon
  -  72. izvidniško-diverzantski bataljon
  - logistična četa (Pančevo)
  - Potapljaška enota